# Lijst van Super Formula-coureurs
De volgende coureurs hebben ten minste één start in de Super Formula of de voorgangers Japanse Formule 2000, Japanse Formule 2, Japanse Formule 3000 en Formule Nippon gemaakt vanaf 1973. Van de momenteel actieve coureurs (seizoen 2025) zijn de namen vet afgedrukt.
De lijst is bijgewerkt tot 20 april 2025.

## A
- Kenny Acheson
- Philippe Adams
- Taku Akaike
- Giuliano Alesi
- Jean Alesi
- Steven Andskar
- Marco Apicella - Kampioen 1994
- Seiji Ara
- René Arnoux
- Tsunehisa Asai
- Shigeki Ashoka
- Lucas Auer

## B
- Bertrand Baguette
- Fabrizio Barbazza
- Paolo Barilla
- Ben Barnicoat
- Enrico Bertaggia
- Mark Blundell
- Andrea Boldrini
- Cem Bölükbaşı
- Thierry Boutsen
- Richard Bradley
- Gianfranco Brancatelli
- William Buller

## C
- Andrea Caldarelli
- Tatiana Calderón
- Sérgio Sette Câmara
- Ivan Capelli
- Fábio Carbone
- Paulo Carcasci
- Nick Cassidy - Kampioen 2019
- Johnny Cecotto
- Andrea de Cesaris
- Tristan Charpentier
- Pedro Matos Chaves
- Eddie Cheever
- Ross Cheever
- Katsumasa Chiyo
- Jonathan Cochet
- Tom Coronel - Kampioen 1999
- James Courtney
- André Couto
- Kei Cozzolino

## D
- Guido Daccò
- Derek Daly
- Thomas Danielsson
- Christian Danner
- Richard Dean
- Rubén Derfler
- Stanley Dickens
- Tom Dillmann
- José Dolhem
- Martin Donnelly
- Rod Dougall
- Peter Dumbreck
- Loïc Duval - Kampioen 2009

## E
- Eje Elgh

## F
- Teo Fabi
- Philippe Favre
- Sacha Fenestraz
- Ralph Firman - Kampioen 2002
- Pietro Fittipaldi
- Norberto Fontana
- Igor Fraga
- Heinz-Harald Frentzen
- Yoshimichi Fujinaga
- Tetsuya Fujisawa
- Naohiro Fujita
- Yoshimasa Fujiwara
- Ryo Fukuda
- Hideo Fukuyama
- Nirei Fukuzumi
- Naohiro Furuya
- Hiroshi Fushida

## G
- Beppe Gabbiani
- Patrick Gaillard
- Divina Galica
- Pierre Gasly
- Richard Geck
- Peter Gethin
- Piercarlo Ghinzani
- Bruno Giacomelli
- Andrew Gilbert-Scott
- Marc Goossens
- Roberto Guerrero

## H
- Akira Hagiwara
- Mike Hall
- Yukihiro Hane
- Masahiro Hasemi - Kampioen 1980
- Naoki Hattori
- Syou Hayami
- Brian Henton
- Johnny Herbert
- Motonari Higuchi
- Yasutaka Hinoi
- Ryō Hirakawa
- Katsuyuki Hiranaka
- Kohei Hirate
- Kazuki Hoshino
- Kazuyoshi Hoshino - Kampioen 1975, 1977, 1978, 1987, 1990, 1993
- Raoul Hyman
- Syuuji Hyoudou

## I
- Yuji Ide
- Yudai Igarashi
- Takuto Iguchi
- Akira Iida
- Kaoru Iida
- Katsunori Iketani
- Alexandre Imperatori
- Eddie Irvine
- Akira Ishikawa
- Hiroaki Ishiura - Kampioen 2015, 2017
- Kenji Itani
- Daisuke Ito
- Naozumi Itou
- Kouichi Iwaki
- Ayumu Iwasa
- Takuya Izawa
- Tetsu Izukawa

## J
- Jarek Janis
- Stefan Johansson
- Jiro Joneyama

## K
- Naoki Kagasaka
- Masahiko Kageyama
- Masami Kageyama
- Kikou Kaira
- Tony Kanaan
- Katsutomo Kaneishi
- Toshihiro Kaneishi
- Narain Karthikeyan
- Junichiro Kasuya
- Syunji Kasuya
- Tatsuya Kataoka
- Ukyo Katayama - Kampioen 1991
- Yoshimi Katayama
- Masanobu Kato
- Hiroki Katoh
- Sarah Kavanagh
- Yoshimasa Kawagushi
- Atsushi Kawamoto
- Iori Kimura
- Moto Kitano
- Kamui Kobayashi
- Rikuto Kobayashi
- Takashi Kobayashi
- Takashi Kogure
- Syun Koide
- Masahiko Kondō
- Kazuto Kotaka
- Fukumi Kotake
- Tom Kristensen
- Jeff Krosnoff
- Michael Krumm
- Keisuke Kunimoto
- Yuji Kunimoto - Kampioen 2016
- Haruki Kurosawa
- Motoharu Kurosawa - Kampioen 1973
- Takuya Kurosawa
- Masami Kuwashima

## L
- Daniel La Tour
- Jacques Laffite
- Jan Lammers
- Graham Lawrence
- Liam Lawson
- Michel Leclere
- Geoff Lees - Kampioen 1983
- Lamberto Leoni
- Vitantonio Liuzzi
- André Lotterer - Kampioen 2011
- Richard Lyons - Kampioen 2004

## M
- Tadasuke Makino
- Dilantha Malagamuwa
- Jann Mardenborough
- Artjom Markelov
- Mauro Martini - Kampioen 1992
- Osamu Masuku
- Hideshi Matsuda
- Tsugio Matsuda - Kampioen 2007, 2008
- Keiji Matsumoto - Kampioen 1979
- Nobuharu Matsushita
- Kosuke Matsuura
- Ryo Michigami
- Charles Milesi
- Kiyoshi Misaki
- Hidetoshi Mitsusada
- Shogo Mitsuyama
- Hisayoshi Mituhashi
- Atsushi Miyake
- Ritomo Miyata - Kampioen 2023
- Kazumo Mogi
- Roberto Moreno
- Akio Morimoto
- Toshio Motohashi
- Satoshi Motoyama - Kampioen 1998, 2001, 2003, 2005
- Eiki Muramatsu
- Kenzo Muromachi
- Hideki Muto

## N
- Kuniomi Nagamatsu
- Naoki Nagasaka
- Daisuke Nakajima
- Kazuki Nakajima - Kampioen 2012, 2014
- Osamu Nakajima
- Satoru Nakajima - Kampioen 1981, 1982, 1984, 1985, 1986
- Osamu Nakako
- Kengo Nakamoto
- Masaharu Nakano
- Shinji Nakano
- Tsuneharu Nakano
- Akihiko Nakaya
- Yuichi Nakayama
- Yuhki Nakayama
- Yasuhiro Namikawa
- Emanuele Naspetti
- Teppei Natori
- Tiff Needell
- Patrick Nève
- Harrison Newey
- Nico Nicole
- Masyoshi Nishigaito
- Hideki Noda
- Juju Noda
- Tomoki Nojiri - Kampioen 2021, 2022
- Seita Nonaka

## O
- Hitoshi Ogawa - Kampioen 1989
- Yoshiyuki Ogura
- Taichiro Ohnishi
- Kakunoshin Ohta
- Hideki Okada
- Satoshi Okada
- Tetsu Okada
- Riki Okusa
- João Paulo de Oliveira - Kampioen 2010
- Riki Ookubo
- Taichiro Oonishi
- Ryo Orime
- Kazuya Oshima
- Zak O'Sullivan
- Tetsuya Ota
- Hiroki Otsu
- Patricio O'Ward
- Toshiki Oyu
- Tetsuji Ozasu

## P
- Jonathan Palmer
- Álex Palou
- Riccardo Patrese
- Larry Perkins
- Didier Pironi
- Emanuele Pirro
- Théo Pourchaire

## Q
- Ronnie Quintarelli

## R
- Oliver Rasmussen
- Roland Ratzenberger
- Anthony Reid
- Alex Dias Ribeiro
- Osamu Rikimi
- Brian Robertson
- Pedro de la Rosa - Kampioen 1997
- Keke Rosberg
- Felix Rosenqvist
- James Rossiter
- Huub Rothengatter
- Rickard Rydell

## S
- Koki Saga
- Sena Sakaguchi
- Norimasa Sakamoto
- Mika Salo
- Mutsuaki Sanada
- Maurizio Sandro Sala
- Ukyo Sasahara
- Kota Sasaki
- Syuuroku Sasaki
- Kouji Sato
- Ren Sato
- Takuma Sato
- Fumitasu Satou
- Kuichi Satou
- Michael Schumacher
- Ralf Schumacher - Kampioen 1996
- Vern Schuppan
- Dominik Schwager
- Dave Scott
- Masao Segawa
- Yuhi Sekiguchi
- Masanori Sekiya
- Shinsuke Shibahara
- Masatomo Shimizu
- Tokiyasu Soda
- Vincenzo Sospiri
- Stephen South
- Philippe Streiff
- Roberto Streit
- Hans-Joachim Stuck
- Nahoshi Sugizaki
- Danny Sullivan
- Marc Surer
- Aguri Suzuki - Kampioen 1988
- Toshio Suzuki - Kampioen 1995

## T
- Yoshiyasu Tachi
- Yuji Tachikawa
- Hibiki Taira
- Eiichi Tajima
- Mitsunori Takaboshi
- Toranosuke Takagi - Kampioen 2000
- Noritake Takahara - Kampioen 1974, 1976
- Keiji Takahashi
- Kunimitsu Takahashi
- Toru Takahashi
- Tsuyoshi Takahashi
- Kenichi Takeshita
- Tetsuji Tamanaka
- Patrick Tambay
- Hiromu Tanaka
- Minoru Tanaka
- Tetsuya Tanaka
- Toshio Tanaka
- Hironobu Tastumi
- Mike Thackwell
- Daniel Ticktum
- Tetsushi Toda
- Kenji Tohira
- Tony Trimmer
- Sho Tsuboi - Kampioen 2024
- Takeshi Tsuchiya
- Tomohiko Tsutsumi
- Benoît Tréluyer - Kampioen 2006
- Kodai Tsukakoshi
- Esteban Tuero

## U
- Shinji Uchida
- Norimitsu Urushibara

## V
- Stoffel Vandoorne
- Jüri Vips
- Risto Virtanen
- Nyck de Vries

## W
- Hisashi Wada
- Takao Wada
- Juichi Wakisaka
- Shigekazu Wakisaka
- Derek Warwick
- Volker Weidler
- Jarosław Wierczuk
- Björn Wirdheim

## Y
- Eiji Yamada
- Masao Yamada
- Katsumi Yamamoto
- Kiyoto Yamamoto
- Naoki Yamamoto - Kampioen 2013, 2018, 2020
- Sakon Yamamoto
- Koji Yamanishi
- Kenta Yamashita
- Haruhito Yanagida
- Masataka Yanagida
- Hironobu Yasuda
- Naoki Yokomizo
- Jiro Yoneyama
- Alex Yoong
- Takahashi Yorino
- Takashi Yormo
- Hiroki Yoshimoto